# Невидљива инвалидност
Невидљива инвалидност, познато и као скривене онеспособљености или невидљиве сметње, су инвалидности које нису одмах уочљиве, очигледне. То су типично хроничне болести и стања која значајно нарушавају нормалне активности свакодневног живота.
На пример, неки људи са оштећењем вида или слуха који не носе наочаре или слушне апарате, или који користе дискретне слушне апарате, можда нису очигледно уочљиви као особе са инвалидношћу. Поједини људи који имају губитак вида могу носити контактна сочива.
Невидљива инвалидност такође може укључивати проблеме са мобилношћу, као што је инвалидитет у седењу као што је хронични бол у леђима, проблеми са зглобовима или хронични бол. Људи који су погођени овом врстом инвалидности можда неће користити помагала за кретање неких дана или уопште, јер се јачина бола или ниво покретљивости могу мењати из дана у дан. Већина људи са РСИ крећу се на уобичајен и неупадљив начин, а медицинска заједница их чак охрабрује да буду што активнији, укључујући бављење спортом; ипак они могу имати драматична ограничења у томе колико могу да куцају, пишу или колико дуго могу да држе телефон или друге предмете у рукама.
Ментални поремећаји или болести, као што су АДХД, дислексија, поремећаји из аутистистичног спектра или шизофренија, такође се класификују као невидљиве инвалидности јер се обично не откривају одмах посматрањем особе или разговором са особом.
96% људи са хроничним болестима има невидљиви инвалидитет. Процењује се да 1 од 10 Американаца живи са невидљивим инвалидности. Овај број је вероватно већи широм света, пошто 80% свих особа са инвалидитетом живи у земљама у развоју.